# Rancho Viejo, La Misión
Rancho Viejo är en ort i Mexiko.   Den ligger i kommunen La Misión och delstaten Hidalgo, i den sydöstra delen av landet, 180 km norr om huvudstaden Mexico City. Rancho Viejo ligger 1 641 meter över havet och antalet invånare är 161.
Terrängen runt Rancho Viejo är kuperad västerut, men österut är den bergig. Runt Rancho Viejo är det ganska glesbefolkat, med 34 invånare per kvadratkilometer. Närmaste större samhälle är Jacala, 10,6 km väster om Rancho Viejo. I omgivningarna runt Rancho Viejo växer huvudsakligen savannskog.